# Juan Marcilla Arrazola
Juan Marcilla Arrazola va ser un enginyer agrònom espanyol, nascut el 27 de desembre de 1886 a Madrid i mort el 16 d'agost de 1950.

## Trajectòria
Va obtenir el títol d'enginyer agrònom el 1910 i va ser el número 1 de la seva promoció. Immediatament després va partir a l'Estació enològica de Vilafranca del Penedès
El 1924 va guanyar per concurs-oposició la Càtedra de viticultura i enologia de l'Escola Tècnica Superior d'Enginyers Agrònoms de Madrid. El 1928 va promoure la Càtedra de microbiologia agrícola en aquesta escola. Hi va ser catedràtic fins a la seva mort. Va ser director de la Escola Especial del Cos, assessor del consell del Institut de Recerques Agràries, vicepresident del Consell Superior d'Investigacions Científiques i director de l'Institut Cajal i el primer president de la Societat Espanyola de Microbiologia el 1946 quan es va fundar com a Societat de Microbiòlegs Espanyols. També va ser membre de la Reial Acadèmia de Ciències Exactes, Físiques i Naturals, conseller nacional d'educació i soci d'honor de l'Institut d'Enginyers Civils, i membre de diverses societats científiques nacionals i estrangeres. Marcilla Arrazola va ser un prestigiós autor de treballs i publicacions sobre microbiologia, i especialment, sobre viticultura i enologia.

## Obres
Les seves dues obres fonamentals sobre enologia són:
- Vinificación en países cálidos y Química, viticultura y enología, ambas de 1922. Su obra magna Tratado práctico de viticultura y enología españolas es de 1.942.
- Limpieza y conservación de bodegas, Ed Calpe, 1922
- Defectos, alteraciones y enfermedades de los vinos. Servicio de Capacitación y Propaganda del Ministerio de Agricultura. Madrid,1930.
- Posibilidades españolas para la síntesis biológica de las proteínas, Consejo Superior de investigaciones Científicas, 1943.
- La fermentación cítrica, Real Academia de Ciencias Exactas (1945)
- Inoculación de las semillas de leguminosas con bacterias radicícolas ("Rhizobium leguminosarum" Frank). Madrid. 1944. Ministerio de Agricultura. Instituto Nacional de Investigaciones Agronómicas. Cuaderno Nº 37. Centro de Estudios Generales de Madrid. Estación de Química Agrícola.
- Tratado práctico de Viticultura y Enología Españolas. 1946.